# Jan Berki
Jan Berki (* 20. září 1981) je český politik, učitel a vysokoškolský pedagog, od října 2021 poslanec Poslanecké sněmovny PČR, od října 2014 do září 2022 zastupitel města Liberec, člen hnutí Starostové pro Liberecký kraj.

## Život
Vystudoval Gymnázium Mimoň a vysokoškolské vzdělání následně získal na Fakultě pedagogické Technické univerzity v Liberci v oboru Učitelství informatiky a matematiky pro 2. stupeň základní školy. Doktorská studia absolvoval na Pedagogické fakultě Jihočeské univerzity v Českých Budějovicích.
Profesně působil nejprve v letech 2003 až 2006 na základní škole v liberecké části Vesec jako učitel a ICT metodik. Mezi lety 2006 a 2008 pracoval jako učitel na Gymnáziu a Střední odborné škole pedagogické v Liberci. V letech 2017 až 2020 učil na liberecké Základní škole Doctrina.
Od roku 2008 až dosud působí jako odborný asistent na Technické univerzitě v Liberci, kde se zaměřuje na didaktiku informatiky. Je členem České asociace pedagogického výzkumu a Jednoty školských informatiků. Od poloviny roku 2016 byl 5 let předsedou Akademického senátu Fakulty přírodovědně-humanitní a pedagogické Technické univerzity v Liberci a od září 2020 do února 2022 předsedou Akademického senátu Technické univerzity v Liberci. Pravidelně se účastní zahraničních stáží na univerzitách na Slovensku, v Polsku, Německu nebo Litvě. Podílí se na realizaci rozvojových projektů a přednášek zejména se zaměřením na informační a komunikační technologie či informatické kurikulum. Jako člen tzv. ICT panelu při Národním pedagogickém institutu České republiky spolupracuje na současných úpravách rámcového vzdělávacího programu. Je také hlavním autorem dvou učebnic.
Jan Berki žije ve městě Liberec a ve svém volném čase se věnuje cestování a skautingu, jeho přezdívka je Hubert. Liberecký kraj v minulosti zastupoval v Náčelnictvu Junáka a vykonával funkci místopředsedy Krajské rady Junáka. Nyní už pouze pomáhá se skautským vzděláváním. V listopadu 2022 se veřejně přihlásil k homosexuální orientaci.

## Politická kariéra
Od roku 2014 je členem hnutí Starostové pro Liberecký kraj, od roku 2018 místopředsedou hnutí a mezi lety 2020 a 2024 byl předsedou libereckého místního klubu.
Do Zastupitelstva města Liberec poprvé kandidoval v roce 2010 na kandidátní listině uskupení Liberec občanům, mandát ale nezískal. V roce 2014 kandidoval za hnutí Starostové pro Liberecký kraj a byl zvolen do Zastupitelstva města Liberec. Po volbách se stal předsedou zastupitelského klubu Starostové pro Liberecký kraj a rovněž se stal členem výboru pro vzdělávání. Mezi lety 2011 a 2015 byl členem představenstva Liberecké informační společnosti.
V roce 2016 kandidoval na kandidátní listině hnutí Starostové pro Liberecký kraj do Zastupitelstva Libereckého kraje, ale nebyl zvolen. Následně působil mezi lety 2016 a 2018 jako člen dozorčí rady Agentury regionálního rozvoje.
Ve volbách v roce 2018 obhájil post zastupitele města Liberec. Po volbách se stal předsedou komise pro Místní agendu 21 a do roku 2021 pokračoval jako předseda zastupitelského klubu Starostové pro Liberecký kraj a místopředseda výboru pro vzdělávání. V letech 2018 až 2021 byl také členem správní rady Liberecké informační společnosti. Ve městě Liberec byl hlavním iniciátorem a propagátorem vzniku participativního rozpočtu.
Ve volbách do Poslanecké sněmovny PČR v říjnu 2021 kandidoval jako člen SLK na 3. místě kandidátky koalice Piráti a Starostové v Libereckém kraji a byl zvolen poslancem. Ve Sněmovně působí jako člen výboru pro evropské záležitosti, výboru pro vědu, vzdělání, kulturu, mládež a tělovýchovu, člen podvýboru pro mládež a volnočasové aktivity, podvýboru pro regionální školství a celoživotní učení a zároveň zastává pozici předsedy podvýboru pro vědu a vysoké školy.
V komunálních volbách v roce 2022 kandidoval do zastupitelstva Liberce z posledního 39. místa kandidátky subjektu „Starostové pro Liberecký kraj společně s TOP 09 a KDU-ČSL“. Mandát zastupitele se mu však nepodařilo obhájit.
Ve volbách do Poslanecké sněmovny PČR v roce 2025 kandiduje jako člen hnutí SLK na 2. místě kandidátky hnutí STAN v Libereckém kraji.